# Волсвинська сільська рада
Волсвинська сільська рада — колишній орган місцевого самоврядування у Сокальському районі Львівської області. Адміністративний центр ради — село Волсвин.

## Загальні відомості
Водоймища на території, підпорядкованій даній раді: річка Західний Буг.

## Населені пункти
Сільській раді були підпорядковані населені пункти:
- с. Волсвин
- с. Городище

## Склад ради
Рада складалася з 16 депутатів та голови.

### Керівний склад попередніх скликань
| ПІБ                         | Основні відомості                                                                       | Дата обрання | Дата звільнення |
| --------------------------- | --------------------------------------------------------------------------------------- | ------------ | --------------- |
| Сироїд Іван Григорович      | Сільський голова, 1950 р.н., освіта, член Народного Руху України                        | 26.03.2006   | 31.10.2010      |
| Притулко Віктор Ярославович | Сільський голова, 1985 р.н., освіта вища, член Всеукраїнського об'єднання «Батьківщина» | 31.10.2010   |                 |

Примітка: таблиця складена за даними джерела